# Acrocyrtidus avarus
Acrocyrtidus avarus är en skalbaggsart som beskrevs av Holzschuh 1989. Acrocyrtidus avarus ingår i släktet Acrocyrtidus och familjen långhorningar. Inga underarter finns listade i Catalogue of Life.